# Castillo de Dos Hermanas (Montemayor)
El castillo de Dos Hermanas es una fortaleza en ruinas ubicada a 6 kilómetros a las afueras del municipio español de Montemayor, en la provincia de Córdoba (Andalucía). Se encuentra junto al arroyo Carchena. El conjunto arquitectónico está declarado Bien de interés cultural.

## Etimología
Actualmente existen dos teorías acerca del origen del nombre de Dos Hermanas: la primera relata que se había dos cerros muy próximos que pertenecían a dos hermanas; mientras que la segunda formula la existencia de dos castillos próximos, Soricaria y Soricia, dos villas descritas en el De bello Hispaniensi que podrían estar ubicadas en esta zona.

## Historia
Las excavaciones realizadas entre 2019 y 2020 sacaron a la luz una serie de estructuras romanas localizadas bajo la cortina sur del castillo, específicamente un depósito de opus caementicium para almacenar agua para uso agrícola. No obstante, los orígenes del castillo medieval parecen corresponder a una consolidación de la frontera durante las ocupaciones de los almorávides y del Imperio almohade entre los siglos XI y XIII, debido a la ausencia de la cerámica verde y manganeso típica del Califato de Córdoba y la utilización del tapial más común de estas épocas posteriores.
Tras la conquista cristiana de la zona por Fernando III de Castilla en torno a 1240, la zona pasó a estar controlada por Fernán Núñez de Témez, quien realizó una refundación del castillo, cuando se amortizaron las torres de tapial y se amplió su tamaño superando incluso la cerca que lo delimitaba. El castillo se organizaba en torno a un patio de armas y posiblemente albergara una albacara, un espacio de acogida de ciudadanos en caso de ataque. En el interior del castillo se encontraban numerosas estancias adosadas a la muralla, como talleres para los gremios, almacenes, un aljibe y las cuadras. Además, las caballerizas se encuentran en un gran estado de conservación en el interior del muro sur con pesebres y abrevaderos y muros que separan las estancias. De esta fase también apareció una escalera que subiría hasta el paseo de ronda.
El tercer momento constructivo se produjo entre los siglos XIV y XV, cuando se compartimentan los espacios del interior del castillo y se reforman las caballerizas. Se ha hallado numerosa cerámica de Manises incluso del siglo XVI, lo que rompe con la hipótesis de que el castillo fue abandonado tras la construcción del castillo de Montemayor en 1340, tal y como afirmaba Luis María Ramírez de las Casas-Deza en el siglo XIX: «Situado a unas 6 leguas al mediodía de Córdoba y como esta fortaleza estuviese en paraje poco proporcionado para defenderla, la demolió y edificó otra en monte cercano de mayor elevación en 1340, en cuyo año el rey Don Alfonso XI, le concedió privilegio para que fundase allí población como heredad suya que era, por lo cual la nueva villa se denominó Montemayor». Además, las fuentes del Archivo Catedralicio hablan del pago de prestameras y tercias por parte de la parroquia del núcleo poblacional de Dos Hermanas hasta 1498 como mínimo, lo que supone la presencia estable de ciudadanos vinculados al castillo.

## Excavación
En 2014 los terrenos del castillo fueron adquiridos por el Ayuntamiento de Montemayor para su excavación y restauración. En 2016 se produjeron las primeras obras de urgencia como el recatado de fábricas y, un año más tarde, se acometieron inyecciones en el terreno para la mejora de la cimentación, acometidas por el arquitecto José Manuel Reyes Alcalá. Entre 2019 y 2020 se realizó la primera campaña de excavación, que permitió conocer mejor la planta del edificio.
En años posteriores se continuaron los trabajos de excavación y consolidación, dirigidas por el arqueólogo Antonio Moreno y el arquitecto restaurador José Manuel Reyes Alcalá, lo que está permitiendo conocer la poliorcética, morfología edilicia y técnicas constructivas empleadas en las diferentes etapas de este castillo.